# Typhonia obtrectans
Typhonia obtrectans is een vlinder uit de familie van de zakjesdragers (Psychidae). De wetenschappelijke naam van de soort is, als Melasina obtrectans, voor het eerst geldig gepubliceerd in 1930 door Edward Meyrick. De combinatie in Typhonia werd in 2011 door Sobczyk gemaakt.

## Type
- syntypes: drie males en 1 female
- instituut: BMNH, Londen, Engeland
- typelocatie: "India, Mumbay and Kanara"